# أليكس لوغتون
أليكس لوغتون (بالإنجليزية: Alex Loughton)‏ مواليد 3 مايو 1983، هو لاعب كرة سلة أسترالي بدأ مسيرته الاحترافية في سنة 2006 يلعب في الدوري الأسترالي لكرة السلة ويحمل الرقم 40.

## روابط خارجية
- أليكس لوغتون على موقع الاتحاد الدولي لكرة السلة (الإنجليزية)
- أليكس لوغتون على موقع كرة السلة الأوروبية.كوم (الإنجليزية)
- أليكس لوغتون على موقع كلية كرة السلة في سبورتس رفرنس.كوم (الإنجليزية)
- أليكس لوغتون على موقع ريلجم (الإنجليزية)
- أليكس لوغتون على موقع بروبوليرز (الإنجليزية)
- أليكس لوغتون على موقع سبورتس رفرنس (الإنجليزية)